# La Force des ténèbres (film, 1937)
Pour les articles homonymes, voir La Force des ténèbres.
Pour plus de détails, voir Fiche technique et Distribution.

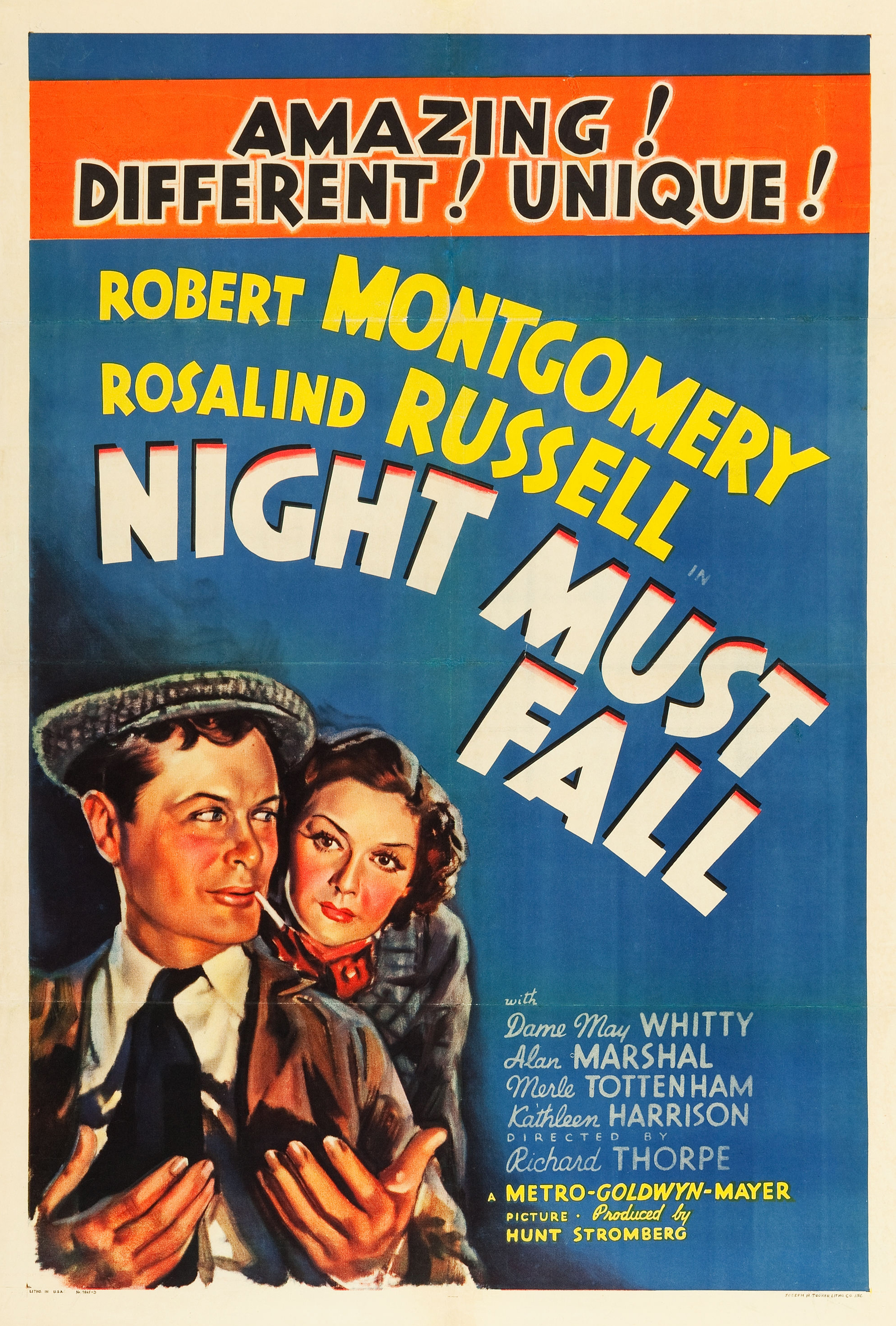

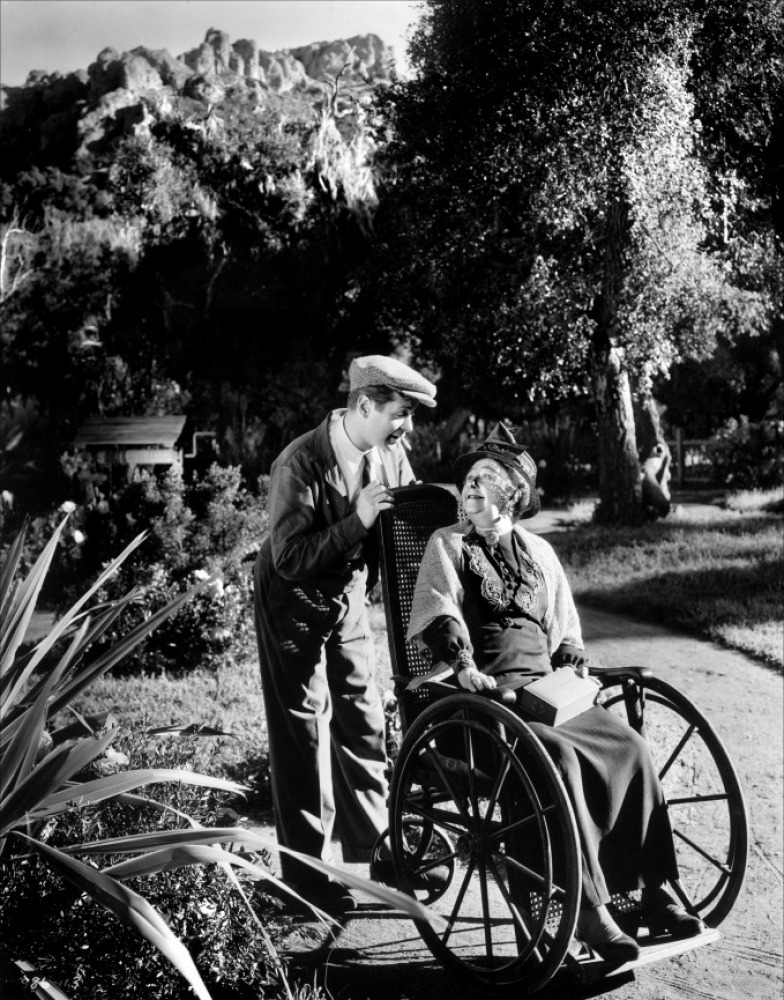
Robert Montgomery et Dame May Whitty

La Force des ténèbres (Night Must Fall) est un film américain en noir et blanc réalisé par Richard Thorpe, sorti en 1937.

## Synopsis
Dans un petit village anglais, la police sonde la rivière, à la recherche du corps de Mme Shellbrook, disparue depuis plusieurs jours. Pendant ce temps, chez Mme Bramson, Dora, la bonne, indique à sa patronne que Danny, son petit-ami irlandais, travaille pour la disparue. Danny, qui sait que Mme Bramson est une vieille dame hypocondriaque qui fait semblant d'avoir besoin d'un fauteuil roulant, est plein d'attentions pour elle. Il lui dit qu'elle lui rappelle sa mère, et lui dit aussi qu'il aime Dora et qu'il l'épouserait s'il avait un meilleur travail. Olivia Grayne, qui est à la fois la nièce de Mme Bramson et sa dame de compagnie, a des doutes sur Danny, mais sa tante refuse obstinément de l'écouter.
Plus tard Justin Laurie arrive pour donner à sa cliente Mme Bramson de l'argent et lui recommande de ne pas garder trop d'argent liquide au cottage, mais elle n'y prête pas attention. Justin, qui est amoureux d'Olivia, lui demande de l'épouser, mais elle refuse. Après le départ de Justin, Mme Bramson met l'argent dans son coffre, observée discrètement par Danny. Peu de temps après, Danny achète un foulard au village et l'offre à Mme Bramson, en prétendant qu'il appartenait à sa mère. Olivia, qui a vu l'étiquette encore attachée au foulard, ne dit rien car elle est attirée par Danny. Bientôt le corps décapité de Mme Shellbrook est retrouvé. Olivia croit que c'est Danny le coupable, mais il dit qu'il fait juste semblant d'être mystérieux. Mme Bramson rejette les accusations de sa nièce, car elle aime beaucoup les attentions qu'a Danny pour elle. Lorsque l'inspecteur Belsize fouille la chambre de Danny, il trouve une boîte à chapeau fermée à clé. Alors qu'il est sur le point de l'ouvrir, Olivia la lui prend des mains et lui dit qu'elle lui appartient. Après le départ de Belsize, Danny s'évanouit.
Au dîner, Danny et Olivia sont mal à l'aise. Olivia appelle Justin pour lui demander si elle peut rester chez lui, puis elle prie sa tante de venir avec elle, mais cette dernière refuse. Elle se sent assez en sûreté au cottage, même lorsque Danny, après avoir coupé les fils du téléphone, reconduit les bonnes qui retournent au village. Seule dans son salon, elle entend du bruit et prend peur. Lorsqu'elle appelle Danny, il arrive et la calme en lui donnant quelque chose à boire et en lui chantant une berceuse. Lorsqu'il est certain qu'elle est endormie, il l'étouffe. Il vole ensuite le contenu du coffre, mais Olivia qui est revenue entre-temps a vu ce qui s'est passé. Il menace de la tuer, mais la police, alertée par Justin qui n'arrivait pas à joindre Olivia, arrive à temps. Au moment de partir, Danny dit "Je serai pendu à la fin, mais ils en auront pour leur argent au procès". Après le départ de Danny, Justin et Olivia s'embrassent.

## Fiche technique
- Titre original : Night Must Fall
- Titre français : La Force des ténèbres
- Réalisation : Richard Thorpe
- Scénario : John Van Druten d'après la pièce éponyme d'Emlyn Williams
- Direction artistique : Cedric Gibbons
- Costumes : Dolly Tree
- Photographie : Ray June
- Son : Douglas Shearer
- Montage : Robert Kern
- Musique : Edward Ward
- Production : Hunt Stromberg
- Société de production : Metro-Goldwyn-Mayer
- Pays d'origine : États-Unis
- Format : noir et blanc — 35 mm — 1,37:1 — son mono (Western Electric Sound System)
- Genre : thriller
- Durée : 116 min
- Dates de sortie :
  - États-Unis : 30 avril 1937
  - France : 19 janvier 1938

## Distribution
- Robert Montgomery : Danny
- Rosalind Russell : Olivia Grayne
- Dame May Whitty : Mrs. Bramson
- Alan Marshal : Justin Laurie
- Merle Tottenham : Dora Parkoe, la bonne
- Kathleen Harrison : Emily Terence, le cuisinier
- Eily Malyon : infirmier du village
- Matthew Boulton : inspecteur Belsize
- Beryl Mercer : vendeuse
- E.E. Clive : guide

## Distinction

### Récompenses
- National Board of Review 1937 :
  - Meilleur film
  - Top 10 films

### Nominations
- Oscars du cinéma 1938 :
  - Meilleur acteur pour Robert Montgomery
  - Meilleure actrice dans un second rôle pour Dame May Whitty